# 滕王阁街道
滕王阁街道，是中华人民共和国江西省南昌市东湖区下辖的一个乡镇级行政单位。

## 历史沿革
1949年成立榕门路行政事务所，1951年改称榕门路街公所，1954年改称榕门路街道，1958年组建滕王阁公社，1960年将胜利路街办并入但在1962年分出分出，1979年改称滕王阁街道，1997年，面积0.2平方千米，人口1.1万，辖章江路、上凤凰坡、下凤凰坡、榕门路、石厂街、滕王阁、县前街、园子庙、子固路9个居委会，办事处驻地在榕门路139号。
2002年9月13日撤销子固路街道并入滕王阁街道。

## 行政区划
滕王阁街道下辖以下地区：
民巷社区、章江路社区、上凤凰坡社区、滕王阁社区、射步亭社区、李家巷社区、子固路社区、铁街社区和榕门路社区。

## 人口
2000年第五次全国人口普查滕王阁街道总人口11160人，户籍人口10698人，居住在本地的户籍人口6097人。
2010年第六次全国人口普查滕王阁街道常住人口35727人。

## 附

### 子固路街道
1949年为子固路行政事务所，1951年为子固路街公所，1954年为子固路街道，1960年与杨家厂街办合并称杨家厂公社，1962年改称子固路公社，1968年改称星火路公社，1978年改称星火路街道，1979年分出杨家厂街道，1984年更名子固路街道。
1997年时辖区面积0.8平方千米，人口1.6万，辖后墙北路、射步亭、扁担巷第一、二、李家巷、观音巷、东龙须巷、子固路第一、二、章江路北、棕帽巷、榕门路中12个居委会；办事处驻子固路165号。
2000年第五次全国人口普查子固路街道总人口15044人，户籍人口14849人，居住在本地的户籍人口9078人。
2002年撤销并入滕王阁街道。